# مسئله P در مقابل NP
اگر چک کردن صحت حل یک مسئله آسان باشد، آیا لزوماً حل آن مسئله نیز آسان است؟

نموداری از رده‌های پیچیدگی با فرض. تحت این فرض، وجود مسائلی درون NP اما خارج از P و NP-کامل توسط قضیه لادنر اثبات شد.

چندجمله‌ای P در مقابل NP (به انگلیسی: P versus NP Problem)، مسئله حل‌نشده مهمی در علوم کامپیوتر است. این مسئله می‌پرسد که آیا هر مسئله‌ای که صحت جواب‌های آن را بتوان به سرعت ارزیابی نمود، به سرعت هم قابل حل شدن است؟ این مسئله یکی از مسائل جایزه هزاره بوده که توسط مؤسسه ریاضیاتی کِلِی انتخاب شده و برای نخستین کسی که به آن پاسخ درست دهد، جایزه یک میلیون دلاری تعیین شده است.
اصطلاح به سرعت ارزیابی و حل شدن مسائل، که در توصیف این مسئله به کار رفت، در علوم کامپیوتر به معنای این است که الگوریتمی برای آن وجود دارد که زمان اجرای آن چندجمله‌ای است، چنان‌که زمان لازم جهت تکمیل وظیفه بر حسب اندازه ورودی الگوریتم، تابع چندجمله‌ای است (در مقابل مرتبه زمانی نمایی). به کلاس کلی مسائلی که بتوان برایشان الگوریتمی با زمان اجرای چندجمله‌ای ارائه نمود، «کلاس P» یا صرفاً «P» گفته می‌شود. برای برخی مسائل راه شناخته شده‌ای جهت یافتن سریع پاسخ‌ها وجود ندارد، اما می‌توان جواب‌های پیشنهادی را به سرعت ارزیابی کرد. کلاس مسائلی که بتوان پاسخ‌های پیشنهادیشان را به سرعت ارزیابی کرد را NP نامیده که مخفف Nondeterministic Polynomical time بوده که ترجمه تحت‌اللفظی آن به صورت «زمان چندجمله‌ای غیرقطعی» (یا زمان اجرای چندجمله‌ای غیرقطعی) است.
جواب به سؤال P در مقابل NP تعیین خواهد کرد که آیا مسائل قابل ارزیابی در زمان چندجمله‌ای را می‌توان در زمان چندجمله‌ای نیز حل نمود یا خیر. اگر مشخص شود که {\displaystyle {\bf {{P}\neq {\bf {NP}}}}} است (چنان‌که باور عموم نیز بر همین مبناست)، به این معنا خواهد بود که مسائلی در NP وجود دارند ه محاسبه آن از ارزیابی اش دشوارتر است: یعنی نمی‌توان آن‌ها را در زمان چندجمله‌ای حل کرد، اما جواب‌هایش را می‌توان در زمان چندجمله‌ای حل نمود.
جدا از مهم بودن این مسئله در نظریه محاسبه، اثبات هر کدام از دو حالت ممکن آن دارای پی‌آمدهای ژرفی در ریاضیات، رمزنگاری، الگوریتم جست و جو، هوش مصنوعی، نظریه بازی‌ها، پردازش چندرسانه‌ای، فلسفه، اقتصاد و سایر زمینه‌هاست.

## مفهوم مسئله
ارتباط بین کلاس‌های پیچیدگی P و NP در نظریه پیچیدگی محاسباتی -بخشی از نظریه محاسبات که به بررسی منابع مورد نیاز در زمان محاسبه جواب یک مسئله می‌پردازد- مطالعه می‌شود. مهم‌ترین منابع یکی زمان (مراحل یا گام‌های مورد نیاز برای دستیابی به جواب) و دیگری فضا (حافظه مورد نیاز برای حل مسئله) است.
در آنالیزهایی شبیه به این، یک مدل از رایانه‌ای که باید بر طبق آن، زمان محاسبه شود مورد نیاز است. به‌طور معمول، این مدل‌ها فرض می‌کنند که رایانه، "قطعی" (به این مفهوم که به ازای یک حالت معین و برای تمامی ورودی‌ها، رایانه تنها می‌تواند یک عمل ممکن انجام دهد) و "ترتیبی" (به این معنی که عملی را بعد از عمل دیگر انجام می‌دهد) است.
در این نظریه، کلاس P شامل تمام مسئله‌های تصمیم‌گیری است -در زیر تعریف شده- که پاسخ به آن‌ها بر روی یک ماشین قطعی ترتیبی، در زمان چندجمله‌ای به ازای ورودی، ممکن باشد؛ کلاس NP شامل تمام مسئله‌های تصمیم‌گیری است که پاسخ‌های مثبت آن‌ها می‌تواند در زمان چندجمله‌ای با اطلاعات درست، تحقیق شود یا به‌طور معادل، پاسخ‌های آن‌ها در زمان چندجمله‌ای بر روی یک ماشین غیر قطعی، یافت شود.
با این تعاریف، مهم‌ترین سؤال این است که رابطه این دو کلاس چگونه است؟ آیا P=NP؟ بیشتر متخصصین علوم کامپیوتر معتقدند که P با NP برابر نیست با وجود این که هنوز قادر به درک چرایی آن یا اثبات آن در قالب تئوری نیستیم. در یک نظرسنجی در سال ۲۰۰۲ از ۱۰۰ محقق، ۶۱ نفر به این پرسش پاسخ منفی دادند، ۹ نفر پاسخ مثبت و ۲۲ نفر هنوز مطمئن نبودند. ۸ نفر هم معتقد بودند که شاید پرسش خارج از اصول موضوعه پذیرفته شده کنونی باشد؛ بنابراین رد یا اثبات آن غیرممکن است.

## تعریف‌های رسمی برای کلاس‌های P و NP
تعریف مسئله تصمیم‌گیری: مسئله‌ای که یک رشته به عنوان ورودی دریافت کرده و پاسخ "بله" یا "خیر" می‌دهد.

اگر یک الگوریتم وجود داشته باشد (یک ماشین تورینگ یا یک برنامه رایانه‌ای با حافظه نامتناهی) که قادر باشد به ازای هر ورودی به طول {\displaystyle n} در حداکثر {\displaystyle c\cdot n^{k}} مرحله که {\displaystyle k} و {\displaystyle c} اعداد ثابتی مستقل از طول ورودی هستند، پاسخ درست بدهد؛ آن گاه می‌گوییم مسئله می‌تواند در زمان چندجمله‌ای حل شود و آن را در کلاس P قرار می‌دهیم.

## ان‌پی کامل
یک پیشرفت مهم در مسئلهٔ «برابری P و NP» در اوایل دههٔ ۷۰ میلادی توسط استفان کوک و لئونید لوین رخ داد. آن‌ها چند مسئله در NP کشف کردند که پیچیدگی آن‌ها به تنهایی به پیچیدگی کل کلاس مربوط است. اگر یک الگوریتم چندجمله‌ای برای هر یک از این مسائل وجود داشته باشد، همهٔ مسائل NP در زمان چندجمله‌ای قابل حل خواهند بود. این مسائل NP-کامل نام دارند. پدیدهٔ تمامیت NP، هم به دلایل نظری و هم عملی دارای اهمیت است.
از جنبهٔ نظری محققی که سعی می‌کند نشان دهد P برابر NP نیست، ممکن است روی یک مسئلهٔ NP-کامل تمرکز کند. اگر هر مسئله در NP بیشتر از زمان چندجمله‌ای نیاز داشته باشد، مسئلهٔ NP-کامل نیز چنین خواهد بود. به علاوه محققی که تساوی P و NP را بررسی می‌کند، کافی‌ست یک الگوریتم چند جمله‌ای برای یک مسئلهٔ NP-کامل پیدا کند تا به این هدف برسد.

## تعریف NP-complete
برای حل این مسائل هیچ الگوریتمی با پیچیدگی چندجمله‌ای وجود ندارد.

## پی آمدهای اثبات
در صورت پیدا شدن الگوریتمی با زمان چندجمله‌ای برای یکی از مسائل NP کامل، دنیا بسیار متفاوت تر از شهود ما خواهد بود. یکی از مبناهای سیستم‌های امنیت اطلاعات که بر اساس رمزنگاری ساخته شده‌اند، مدت زمان یافتن رمزهای لازم برای ورود به سیستم است، با در نظر گرفتن اینکه تاکنون الگوریتمی با زمان چندجمله‌ای برای مسائل NP کامل یافت نشده است، تنها راه موجود در حال حاضر برای نفوذ به سیستم‌های امنیتی از لحاظ تئوری، در صورتی که تنها راه نفوذ از طریق رمز باشد که به نوعی ساده‌ترین راه نیز می‌باشد، آزمایش و خطاست. با توجه به تئوری‌های ترکیبیاتی و احتمال می‌توان زمان منطقی برای کشف رمز تعیین نمود که برای عملی شدن سیستم این زمان را می‌توان به قرن‌ها نیز افزایش داد؛ لذا با این تعبیر سیستم‌های امنیتی در ابعاد گسترده مؤثر واقع می‌شوند، اگر برابری مسئله ثابت شود سیستم‌های امنیتی بخش بسیار بزرگی از کارایی خود را از دست می‌دهند زیرا رمزهای تعیین شده در زمان چندجمله‌ای قابل دسترسی هستند. همچنین بسیاری از تلاش‌های گذشته و آینده برای حل مسائل گوناگون ارزش خود را از دست می‌دهند، زیرا با توجه به برابری الگوریتم سازنده راه‌حل و بررسی کننده هر دو از یک نوع هستند و مبنای ارزش‌گذاری برای تحقیقات و دستاوردها از بین می‌روند. بررسی عواقب این اثبات ساده است، لذا به‌طور خلاصه می‌توان گفت در صورت برابری، جهان ما عاری از هرگونه خلاقیت و تصادف می‌باشد.